# Francesco Mattea
Francesco Mattea (Santhià, 17 gennaio 1895 – Torino, 10 novembre 1973) è stato un arbitro di calcio italiano.

## Biografia
Fratello del calciatore Angelo, con cui condivise esperienze agonistiche nel Piemonte e nel Casale, fu anche dirigente del Comitato ULIC di Torino.
Cominciò ad arbitrare nel 1918; dal 1929 fu promosso internazionale. Diresse una finale di Coppa dell'Europa Centrale e, assieme a Barlassina e Carraro, fu il primo italiano ad essere chiamato ad arbitrare la fase finale di un campionato mondiale: diresse infatti due partite ai campionati del 1934.
Nel 1936 fu il primo direttore di gara ad essere insignito del Premio Giovanni Mauro come migliore arbitro italiano della stagione.
Morì nel 1973, a 78 anni.